# 좁은날개집박쥐
좁은날개집박쥐(Pipistrellus stenopterus)는 애기박쥐과에 속하는 박쥐의 일종이다. 브루나이와 인도네시아, 말레이시아에서 발견된다.

## 특징
작은 박쥐로 전체 몸길이가 92~110mm이고 전완장이 37~42mm, 꼬리 길이가 55~57mm이다. 발 길이는 11mm이고, 귀 길이는 13~16mm, 몸무게는 최대 22g이다. 털이 아주 짧다. 몸은 일반적으로 짙은 갈색을 띤다. 주둥이는 넓고 편평하다. 귀는 짧고 삼각형 형태를 띠고 서로 잘 분리되어 있다. 이주는 짧고 넓다.

## 생태
나무 구멍 속이나 건물 지붕 아래에 수많은 무리를 이루어 은신한다. 작은아시아노랑박쥐와 함께 생활하기도 한다. 먹이는 앞이 트인 공간과 연못 위, 건물 주위를 나는 곤충이다.

## 분포 및 서식지
태국 남단과 말레이반도, 수마트라섬, 보르네오섬, 필리핀 민다나오섬에 널리 분포한다. 해발 최대 1,200m 이하의 농장과 숲에서 서식한다.